# Johann Gottlob Carpzov

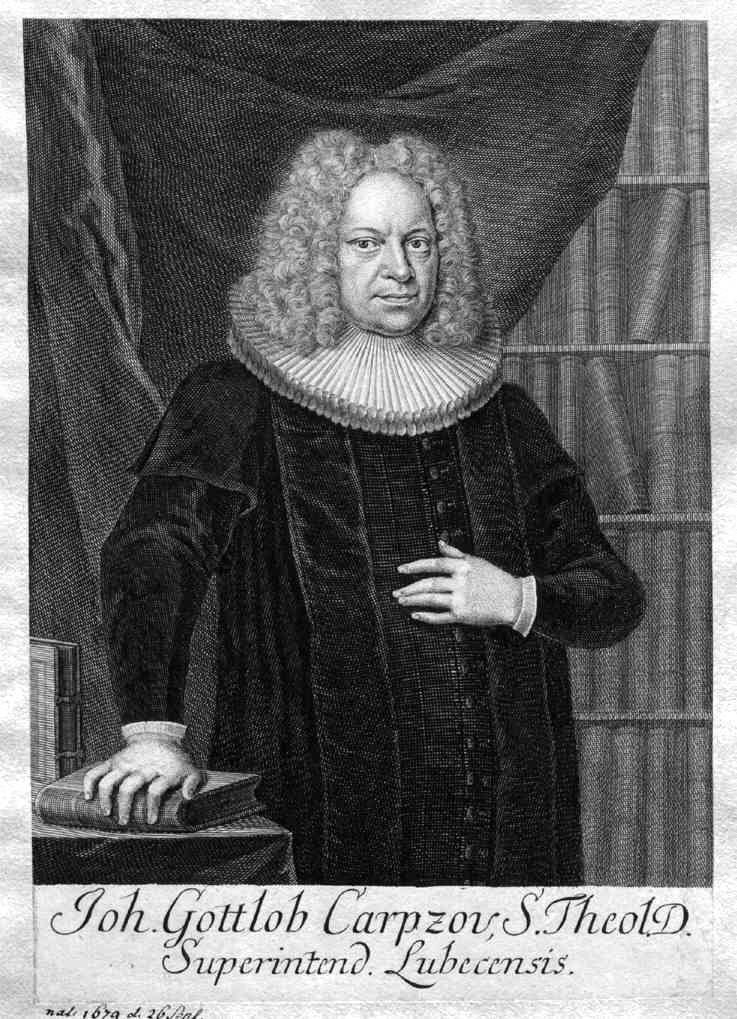
Johann Gottlob Carpzov

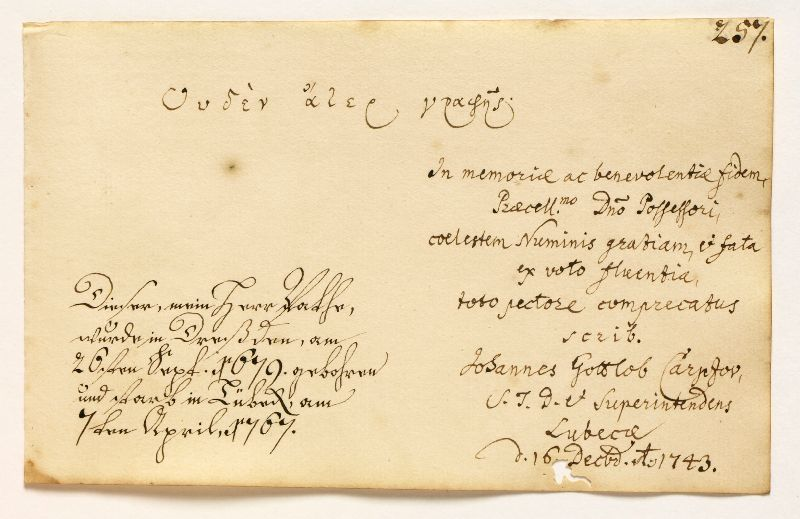
Stammbucheintrag Carpzovs 1743 in das Stammbuch Johann Friedrich Behrendt (2008 filetiert und in Einzelblättern vermarktet)

Johann Gottlob Carpzov (* 26. September 1679 in Dresden; † 7. April 1767 in Lübeck) war ein deutscher lutherischer Theologe, der hauptsächlich in Leipzig und Lübeck wirkte.

## Leben
Johann Gottlob Carpzov war ein Sohn von Samuel Benedict Carpzov aus der sächsischen Gelehrtenfamilie Carpzov. Er studierte ab 1696 Theologie an der Universität Wittenberg, wechselte 1698 an die Universität Leipzig und ab 1700 an die Universität Altdorf. Dort schloss er seine Studien mit der Abhandlung „De synagoga cum honore sepulta“ ab. Danach begleitete er als Gesandtschaftsprediger den polnisch-kursächsischen Abgesandten D. E. Bose nach England und Holland. Nach Dresden 1704 zurückgekehrt, wurde er als Diakon an die Kreuzkirche berufen.
1708 ging er nach Leipzig, wurde dort Diakon an der Thomaskirche und hielt ein Jahr darauf Vorlesungen an der Universität Leipzig. Ab 1713 lehrte er als außerordentlicher Professor der orientalischen Sprachen in Leipzig. Nach dem Erwerb des akademischen Doktorgrades 1724 wurde er 1730 als Superintendent nach Lübeck berufen, wo er nach langem Wirken im Alter von 87 Jahren verstarb. Er wurde in einer von ihm erworbenen Grabkapelle in der Burgkirche beigesetzt. Sein über der Kapelle angebrachtes, 1747 von Nicolaus Georg Geve gemaltes Brustbild kam nach dem Abbruch der Kirche in das Museum.
Am 26. September 1706 heiratete er in Dresden Christina Benedicta, geb. Dornblüth, die Tochter des Dresdner Bürgermeisters Marcus Dornblüth. Das Paar hatte acht Kinder, von denen die Töchter Sophia Benedicta (verheiratet mit dem Lübecker Ratssekretär Hermann Adolf le Fèvre) und Johanna Friderica die Eltern überlebten.
Ein 1731 von dem Lübecker Maler Jürgen Matthias von der Hude gefertigtes Porträt Carpzovs in Öl befindet sich in der Sammlung der Universitätsbibliothek Leipzig.

## Wirken
Als Gegner des Pietismus vertrat er vehement den Standpunkt der lutherische Orthodoxie. Als Mitstreiter Valentin Ernst Löschers setzte er sich mit der Herrnhuter Brüdergemeine auseinander und veröffentlichte 1742 eine Streitschrift gegen sie.
1754 gab er im Auftrag des Lübecker Geistlichen Ministeriums das Lübeckische Kirchenhandbuch heraus, das die Gestaltung der Gottesdienste und Amtshandlungen in den Stadtkirchen durch eine Art Lektionar und Agende festlegte.
Europaweit bekannt wurde er als Vertreter der orthodoxen Verbalinspirationslehre des Alten Testaments. Diese verteidigte er gegen die einsetzende Historisch-kritische Methode, die etwa durch Richard Simon, Jean Leclerc und William Whiston vertreten wurde.

## Werke
- Introductio in libros canonicos bibliorum Veteris Testamenti Omnes, 3 Teile, Lankisius, Leipzig 1714–1721, 1731, 1741, 1757.

1. (Digitalisat)
2. (Digitalisat)
3. (Digitalisat)

- Evangelische Canzeln als Gnaden-Stühle, stellete bey ersten Gebrauch und Einsegnung einer neu-erbauten Canzel, 1732. Enweihungspedigt für eine von Magdalena Elisabeth Haase (sie stiftete vorher den Haasenhof) gestiftete neue Kanzel in der Burg-Kirche. (Digitalisiert von der SLUB Dresden)
- Critica sacra veteris testamenti, parte I. circa textum originalem, II. circa versiones, III. circa pseudo-criticam Guil. Whistoni, solicita. 3 Teile, Jo. Christian Martinus, Leipzig 1728. 1748 auf Englisch erschienen: A defense of the hebrew bible, with some remarks of Moses Marcus, London 1729. (Digitalisat der deutschen Version, Leipzig 1748, der SLUB Dresden)
- Apparatus historico-criticus Antiquitatum Veteris Testamenti. Gleditsch, Frankfurt/Leipzig 1748. (Digitalisat)
- Religions-Untersuchung der böhmisch- und mährischen Brüder von Anbeginn ihrer Gemeinen, bis auf gegenwärtige Zeiten. Dem ist beygefüget Iohannis Hederici Beweis, daß die sogenannten böhmisch- und mährischen Brüder weder öffentlich noch insbesondere mit denen Gemeinen der Augspurgischen Confeßion einstimmig seyn. Aus dem lat. Orig. ganz neu übersetzt, Breitkopf, Leipzig 1742. (Digitalisat)